# سیارک ۷۷۸۵۶
سیارک ۷۷۸۵۶ (به انگلیسی: 77856 Noblitt، نامگذاری:2001RN63) هفتاد و هفت هزار و هشتصد و پنجاه و ششمین سیارک کشف شده‌است که در ۱۱ سپتامبر ۲۰۰۱ کشف شد.